# خوان ماري توريالداي
خوان ماري توريالداي (1942 - 2020)، هو كاتب وصحفي وعالم اجتماع من منطقة إقليم الباسك مملكة إسبانيا. يكتب باللغتين الباسكية والإسبانية، كان عضو الأكاديمية الملكية للغة الباسكية.
ولد يوم 24 نوفمبر 1942 ببلدة فوروا مقاطعة بيسكاي في منطقة إقليم الباسك شمال إسبانيا. تخرج في علم اللاهوت في تولوز الفرنسية، ثم ترك النظام الديني، وشغل منصب مدير مجلة Jakin من عام 1964 إلى عام 1969، ثم تخرج في العلوم الاجتماعية من جامعة باريس، ثم في علوم المعلوميات من جامعة إقليم الباسك. حصل على دكتوراه في علم الاجتماع والعلوم السياسية من جامعة ديوستو. كتب كثيرا في مواضيع تهم منطقته إقليم الباسك ولفته اللغة الباسكية.
توفي يوم 31 يوليو 2020.